# Maison De Soul
Maison de Soul Records is een Amerikaans platenlabel voor blues en rhythm & blues. Het werd rond 1977 opgericht door Floyd Soileau en is gevestigd in Louisiana. Het label is een dochter van het in Ville Plat gevestigde Flat Town Music.
Musici van wie muziek op het label verscheen zijn onder meer Tabby Thomas, Rockin' Sidney, Clifton Chenier, Irma Thomas, Boozoo Chavis, Rockin' Dopsie en Rosie Ledet.